# Грб општине Шид
Грб општине Шид усвојен је 3. новембра 2023. године.
До израде новог грба дошло је због става председника општине Шид, Зорана Семеновића, да се мора исправити грешка његових претходника и да се народу и општини мора подарити грб, иако је општина већ користила грб, који се налазио на зиду иза председника општине док је обавештавао људе како општина нема грб. Стари грб општине се такође налазио у заглављу сваког Службеног листа општине Шид.
Пре самог поступка промене Статута, утврђено је да општина Шид нема симболе адекватне самој Општини, a да застава не постоји, због чега је Комисија за израду нацрта измене Статута, у саставу  у вези идејног решења грба и заставе и утврђивања датума о одређивању Дана општине Шид, приступила неопходној процедури и изради решења грба после пристиглих решења и јавне расправе у којем је учествовала целокупна јавност усвојен на скупштини.
Предметну Комисију чинили су: Марија Покрајац, Радован Сремац, Јована Лакић, Љубинка Пантић и Тихомир Стаменковић. Цртачку (уметичку) верзију грба представио је уметник Александар Божић, док је дигиталну верзију грба израдио Синиша Курбалија.
Грб Општине је мали и средњи и велики.
Велики грб Општине садржи следеће елементе: Штит класичног облика оперважен златном бордуром, по појасу црвено, плаво и бело, са три валовите гредице у стопи у плавој боји. У глави доминира соко раширених крила са кистом у канџама између листа храста лужњака у роду са леве стране, и листа винове лозе у роду са десне стране. Појас подељен на пет зракастих поља, плаво и сребрно. Десно плаво поље носи срп сребрно, средишње плаво поље носи класје златно, лево плаво поље гусле у природној боји. Челенка је бедемска круна без кренелације у златној боји. База штита је поље, зелено. Држачи штита су, десно 
пропети јелен који носи заставу Републике Србије, лево пропети коњ који носи заставу Општине Шид све у природној боји. Гесло је Општина Шид.
Средњи грб Општине садржи следеће елементе: Штит класичног облика оперважен златном бордуром, по појасу црвено, плаво и бело са три валовите гредице у стопи у плавој боји. У глави доминира соко раширених крила са кистом у канџама између листа храста лужњака у роду са леве стране и листа винове лозе у роду са десне стране. Појас подељен на пет зракастих поља плаво и сребрно. Десно поље носи срп сребрно, средишње плаво поље носи класје златно, лево плаво поље гусле у природној боји. Челенка је бедемска круна без кренелације у златној боји.
Мали грб Општине садржи следеће елементе: Штит класичног облика оперважен златном бордуром, по појасу црвено, плаво и бело са три валовите гредице у стопи у плавој боји. У глави доминира соко раширених крила са кистом у канџама између листа храста лужњака у роду са леве стране и листа винове лозе у роду са десне стране. Појас подељен на пет зракастих поља плаво и сребрно. Десно поље носи срп сребрно, средишње плаво поље носи класје златно, лево плаво поље гусле у природној боји. Мали грб је без бедемске круне.

## Стари грб
Стари историјски грб Општине био је у облику елипсе која има за основу класје жита жуте боје, са горње стране није затворена у чијој унутрашњости се налази сноп жита жуте боје, са црвеном траком кроз средину, коса и срп са страна снопа су беле боје, а испод снопа жита у дну елипсе натпис ћирилицом „Шид“. Позадина грба је плаве боје.
Званична верија у стопи штита имала је натпис "ШИД", али често се могло наићи и на верзију грба без назива места.
|  |  |